# Mallotus pallidus
Mallotus pallidus là một loài thực vật có hoa trong họ Đại kích. Loài này được (Airy Shaw) Airy Shaw mô tả khoa học đầu tiên năm 1977.